# Vázquez de Coronado
|  | Per a altres significats, vegeu «Francisco Vázquez de Coronado». |

Vázquez de Coronado (usualment escurçat a Coronado) és el cantó número 11 de la província de San José a Costa Rica. La seva capital és la ciutat de San Isidro. Al cens del 2011 tenia 60.486 El cantó de Coronado limita al nord amb els d'Heredia i Sarapiquí; al l'oest: Heredia i Moravia; a l'est Oreamuno i Pococí; i al sud Oreamuno, Cantó Central de Cartago i Goicoechea. Rep el seu nom del conquistador espanyol Juan Vázquez de Coronado (1523-1566) que incorporà l'actual territori costa-riqueny a la corona espanyola.
Hi ha un diari imprès denominat "El Coronadeño Hoy" el qual és un mitjà de comunicació local acreditat amb el Segell de Garantia del Col·legi de Periodistes de Costa Rica, té un tiratge mensual de 5.000 exemplars i és una empresa familiar, el seu director i fundador és el Senyor Luis Rojas Gómez periodista també del diari Nacional La República. També hi ha diaris digitals com la revista CR INDIE, La Quincena de Coronado i Mi Gente de Coronado creades per joves locals.